# Carlos Candal
Carlos Manuel Natividade da Costa Candal (ur. 1 czerwca 1938 w Aveiro, zm. 18 czerwca 2009 w Coimbrze) – portugalski polityk i prawnik, parlamentarzysta krajowy, poseł do Parlamentu Europejskiego (od 1995 do 2004).

## Życiorys
Z wykształcenia prawnik, z zawodu adwokat. Działalność polityczną podjął w latach 60., kiedy to przewodził jednej z organizacji akademickich w Coimbrze. Brał udział w zjazdach opozycjonistów. W 1973 znalazł się wśród 27 założycieli Partii Socjalistycznej podczas spotkania w niemieckim mieście Bad Münstereifel. Po rewolucji goździków wybrany do zgromadzenia konstytucyjnego.
Od 1976 do 1983 i od 1985 do 1995 był deputowanym do Zgromadzenia Republiki I, II, IV, V i VI kadencji. Działał także w samorządzie Aveiro. W 1995 objął mandat posła do Parlamentu Europejskiego IV kadencji, w 1999 skutecznie ubiegał się o reelekcję. Należał do grupy socjalistycznej, pracował m.in. w Komisji Prawnej i Rynku Wewnętrznego. W PE zasiadał do 2004.